# Legatka (Uściszowice)
Legatka – część wsi Uściszowice w Polsce położona w województwie świętokrzyskim, w powiecie kazimierskim, w gminie Bejsce.

W latach 1975–1998 Legatka należała administracyjnie do województwa kieleckiego.